# Aleksandr Jeleckich
Aleksandr Witaljewicz Jeleckich (ros. Александр Витальевич Елецких; ur. w 1974, zm. w 1999) – rosyjski szpadzista, brązowy medalista mistrzostw świata.
Podczas mistrzostw świata w La Chaux-de-Fonds w 1998 roku Rosjanie w składzie: Pawieł Kołobkow, Aleksandr Jeleckich, Andriej Kołotilin i Walerij Zachariewicz zdobyli brązowy medal w zawodach drużynowych. W rywalizacji indywidualnej zajął tam 85. miejsce.
Nigdy nie wziął udziału w igrzyskach olimpijskich.